# Dactylomyius septentrionalis
Dactylomyius septentrionalis là một loài côn trùng trong họ Nymphidae thuộc bộ Neuroptera. Loài này được Makarkin miêu tả năm 1990.